# Peder Jørgensen (politiker, 1835-1914)
 Der er flere personer med dette navn, se Peter Jørgensen.
Peder Jørgensen (født 1. april 1835 i Gadbjerg ved Vejle, død 16. december 1914 i Holstebro) var en dansk lærer, gårdejer og politiker.
Han var søn af gårdejer og sognefoged Jørgen Thomsen og Maren Melchiorsdatter og var den yngste af syv søskende. Han gik på Jelling Seminarium, hvorfra han tog lærereksamen i 1861. Samme år blev han ansat som lærer i Thorsted, blev 1862 lærer i Brejning og 1870 lærer og kirkesanger i Måbjerg. Den 1. januar 1904 gik han på pension. Fra 1879 var Peder Jørgensen også gårdejer.
Jørgensen var aktiv venstremand, 1872-77 redaktør af Holstebro Folkeblad og 1874-91 sognerådsformand. Fra valget 20. april 1892 til 1898 var han folketingsmand for Svendborgkredsen (Svendborg Amts 3. Valgkreds), men forlod tinget på grund af en øresygdom.
Han "søgte efter opfordring valg til Folketinget i Svendborg amts 3. valgkreds" i 1892, hvor han valgtes den 20. april. "Jeg hørte til den lille Bergske gruppe; vort lille partis fører var den nuværende konseilspræsident J.C. Christensen. Jeg genvalgtes i 1895, og jeg var efter dette valg med til dannelsen af Venstre-Reformpartiet. J.C. Christensen blev også dette partis af alle anerkendte fører. Vinteren før de nye folketingsvalg i 1898 led jeg af en ørelidelse, der gjorde, at jeg ikke søgte genvalg nævnte år".
Han blev 1900 direktør for Holstebro Landmandsbank og 2. maj 1905 Dannebrogsmand.
Han blev gift 1861 med Madsine Christensen (født 1832 i Jelling). Parret fik to døtre. Han er begravet i Måbjerg Kirkegård. 